# Сіма Бісла
Сіма Бісла (англ. Seema Bisla; нар. 14 квітня 1992) — індійська борчиня вільного стилю, бронзова призерка чемпіонату Азії, чемпіонка Співдружності, учасниця Олімпійських ігор.

## Життєпис
Боротьбою почала займатися з 2006 року. У 2008 та 2009 роках ставала бронзовою призеркою чемпіонатів Азії серед кадетів. У 2012 та 2013 роках здобула медалі такого ж ґатунку на чемпіонатах Азії серед юніорів.
У 2021 році на олімпійському кваліфікаційному турнірі в Софії посіла перше місце, що дозволило їй відібратись на літні Олімпійські ігри в Токіо. На Олімпіаді Бісла програла перший же поєдинок з рахунком 1:3 у представниці Тунісу Саррі Хамді. Оскільки туніська спортсменка не пройшла до фіналу, Сіма Бісла не змогла взяти учать у втішних сутичках за бронзову нагороду і завершила змагання, посівши у підсумку тринадцяте місце.
Виступає за Chotu Ram Stadium. Тренер — Дж. Н. Сінгх (з 2012).

## Спортивні результати на міжнародних змаганнях

### Виступи на Олімпіадах
| Змагання                    | Збірна | Вагова категорія          | Місце |
| --------------------------- | ------ | ------------------------- | ----- |
| Літні Олімпійські ігри 2020 | Індія  | жіноча боротьба, до 50 кг | 13    |

### Виступи на Чемпіонатах світу
| Змагання                        | Збірна | Вагова категорія          | Місце |
| ------------------------------- | ------ | ------------------------- | ----- |
| Чемпіонат світу з боротьби 2018 | Індія  | жіноча боротьба, до 55 кг | 21    |
| Чемпіонат світу з боротьби 2019 | Індія  | жіноча боротьба, до 50 кг | 11    |

### Виступи на Чемпіонатах Азії
| Змагання                       | Збірна | Вагова категорія          | Місце  |
| ------------------------------ | ------ | ------------------------- | ------ |
| Чемпіонат Азії з боротьби 2019 | Індія  | жіноча боротьба, до 50 кг | 5      |
| Чемпіонат Азії з боротьби 2021 | Індія  | жіноча боротьба, до 50 кг | Бронза |

### Виступи на Чемпіонатах Співдружності
| Змагання                                | Збірна | Вагова категорія          | Місце  |
| --------------------------------------- | ------ | ------------------------- | ------ |
| Чемпіонат Співдружності з боротьби 2017 | Індія  | жіноча боротьба, до 53 кг | Золото |

### Виступи на інших змаганнях
| Змагання                                                     | Збірна | Вагова категорія          | Місце  |
| ------------------------------------------------------------ | ------ | ------------------------- | ------ |
| Турнір Дана Колова — Николи Петрова 2017                     | Індія  | жіноча боротьба, до 53 кг | 5      |
| Pro Wrestling League 2018                                    | Індія  | команда                   | 5      |
| Турнір Ібрагіма Мустафи 2018                                 | Індія  | жіноча боротьба, до 53 кг | 4      |
| Pro Wrestling League 2019                                    | Індія  | команда                   | Золото |
| Турнір Дана Колова — Николи Петрова 2019                     | Індія  | жіноча боротьба, до 53 кг | 15     |
| Турнір міста Сассарі з боротьби 2019                         | Індія  | жіноча боротьба, до 50 кг | Золото |
| Гран-прі Іспанії з боротьби 2019                             | Індія  | жіноча боротьба, до 50 кг | Срібло |
| Турнір Яшара Догу 2019                                       | Індія  | жіноча боротьба, до 50 кг | Золото |
| Олімпійський кваліфікаційний турнір з боротьби 2021 (Алмати) | Індія  | жіноча боротьба, до 50 кг | 4      |
| Олімпійський кваліфікаційний турнір з боротьби 2021 (Софія)  | Індія  | жіноча боротьба, до 50 кг | Золото |

### Виступи на змаганнях молодших вікових груп
| Змагання                                      | Збірна | Вагова категорія          | Місце  |
| --------------------------------------------- | ------ | ------------------------- | ------ |
| Чемпіонат Азії з боротьби серед кадетів 2008  | Індія  | жіноча боротьба, до 49 кг | Бронза |
| Чемпіонат Азії з боротьби серед кадетів 2009  | Індія  | жіноча боротьба, до 46 кг | Бронза |
| Чемпіонат Азії з боротьби серед юніорів 2012  | Індія  | жіноча боротьба, до 67 кг | Бронза |
| Чемпіонат світу з боротьби серед юніорів 2012 | Індія  | жіноча боротьба, до 67 кг | 14     |
| Чемпіонат Азії з боротьби серед юніорів 2013  | Індія  | жіноча боротьба, до 67 кг | Бронза |